# دايموند ديكسون
دايموند ديكسون (بالإنجليزية: Diamond Dixon)‏ هي عداءة سريعة أمريكية، ولدت في 29 يونيو 1992 في إل باسو في الولايات المتحدة.

## وصلات خارجية
- دايموند ديكسون على موقع الاتحاد الدولي لألعاب القوى (الإنجليزية)
- دايموند ديكسون على موقع الاتحاد الأمريكي لسباقات المضمار والميدان (الإنجليزية)
- دايموند ديكسون على موقع TFRRS.org (الإنجليزية)
- دايموند ديكسون على موقع TFRRS.org (الإنجليزية)
- دايموند ديكسون على موقع اللجنة الأولمبية الدولية (الإنجليزية)
- دايموند ديكسون على موقع أوليمبيديا (الإنجليزية)
- دايموند ديكسون على موقع اللجنة الأولمبية والبارالمبية الأمريكية (الإنجليزية)